# Хошана рабах
Хошана рабах (хебр. הוֹשַׁעְנָא רַבָּא) је седми дан јеврејског празника Сукот, 21. дан месеца Тишреја. Овај дан обележава посебна служба синагоге, Хошана рабах, у којој обожаваоци праве седам кругова својим лулавом и етрогом, док скупштина рецитује Хошанота. Уобичајено је да се завојци Торе у току ове поворке уклањају из кивота. У неколико заједница свира се шофар након сваког круга.

## Теме

### Коначна пресуда
Хошана рабах познат је као последњи од Судњих дана, који почињу на Рош хашана. Зохар каже да, иако је пресуда за нову годину запечаћена на Јом Кипуру, она се „испоручује“ до краја Сукота (тј. Хошане рабаха, последњег дана Сукота), а за то време још увек може променити своју пресуду и указ за нову годину. Према томе, арамејски благослов који Јевреји дају једни другима на Хошана рабах, פתקא טבא ( питка тава или писка тава), што је на јидишу A guten kvitel, или „Добра напомена“, жеља је да пресуда буде позитивна.
У том духу је обичај у многим скупштинама да кантор носи кител као на велике празнике. Будући да Хошана рабах спаја елементе Високих светих дана, Chol HaMoedа и Yom Tovа, у традицији Ашкеназића, кантор рецитује услугу користећи мелодије Високог празника, Фестивала, Недељом и Суботом.
Међу Јеврејима Сефардима молитве познате као Селичот (опроштај) читају се пре редовног јутарњег богослужења (то су исте молитве читане пре Рош Хашане). У различитим молитвама овог дана, сиријски Јевреји се моле у истом макаму (мелодији) као и на велике празнике. У Амстердаму и на неколико места у Енглеској, Америци и другде, шофар се такође звучи у вези са поворкама. Потоња пракса одражава идеју да је Хошана рабах крај сезоне Великог светог дана, када се свету суди за наредну годину. Будући да је Хошана рабах такође повезан са високим празницима, као што је и дан испуњен радошћу, неке хасидске заједнице попут Сатмара имају обичај да се Birchat Cohanim / Свештенички благослов чита током службе Мусаф. Неке заједнице попут Бобова то ће учинити само ако је у петак. Међутим, ова пракса се углавном не ради.

### Вече пре Хошане рабаха
Уобичајено је да се уочи Хошане рабаха чита читав Tehillim (Псалми). Постоји и обичај читања књиге Поновљеног закона у ноћи Хошане рабаха. 

## Ритуали и обичаји
Разлози многих данашњих обичаја су укорењени у кабали .

### Седам хошанот
Савремено поштовање ритуала Хошане рабаха подсећа на праксе које су постојале у доба Светог храма у Јерусалиму. Током Сукота, четири врсте се воде дневно у круг око (уписујући обод, не ограничавајући стварну зграду) једном дневно. На Хошаана рабах постоји седам кругова.
Кружење око биме на Сукоту док свака особа држи четири врсте у рукама води порекло из службе Храма, како је забележено у Мишни: „Био је обичај да се сваког дана Сукота направи једна процесија око олтара, и седам седмог дана “( Сука 4: 5). Свештеници су у рукама носили палмове гранчице или врбе. Цела церемонија треба да покаже радост и захвалност за благословену и плодну годину. Штавише, служи за рушење гвозденог зида који нас дели од нашег небеског Оца, јер је зид Јерихона био обухваћен „и зид је срушен равно“ ( Јосхуа 6:20). Даље, седам кола одговара седам хебрејских речи у Psalms 26:6 - „Ја оперем руке у чистоћи и кружим око олтара Твога, Господе“.
Свака „хошана“ се ради у част патријарха, пророка или краља.
- Абрахам
- Исаак
- Јакоб
- Мојсије (најважнији хебрејски пророк)
- Арон (Мојсијев брат, први првосвештеник)
- Јосиф (Јаковљев најпознатији син)
- Давид (најважнији израелски краљ)

### Тикун Хошана рабах
Абудархам говори о обичају читања Торе у ноћи Хошане рабах, из чега је прерастао обичај читања Поновљеног закона, Псалма и одломака из Зохара; изговарајући кабалистичке молитве. У православним јеврејским круговима неки мушкарци ће остати будни читаву ноћ учећи Тору.
Сефарди имају традицију да остану будни целу ноћ уочи овог дана. Током целе ноћи у синагогама се одвија учење Торе, као и Selichot молитава. Читава се књига Поновљеног закона и прегледава. Разлог за то је тај што неки ову књигу сматрају „рецензијом“ читаве Торе, али и зато што ће се у Део циклуса Торе књига Поновљеног закона ускоро завршити наредних дана на Simchat Torah.
У хасидским заједницама које следе обичаје рабина Менахема Мендела из Риманова, јавно се чита Књига Деварима (Поновљени закон) из Сефер Торе. Након тога може уследити тиш у част фестивала.
Читава је читава књига Псалма, уз кабалистичке молитве читане након сваког од пет одељака.

### Пет врбових грана
На крају низа Piyyutim (литургијских песама), са пет врбових врхова се удара по земљи или другој површини да симболизују уклањање греха. Ово је такође симболично као молитва за кишу и успех у пољопривреди. Према кабали, ударање земље са пет врбових гранчица врши се ради „заслађивања пет озбиљности“. Нема благослова за овај ритуал, али се изговара арамејски израз "chabit, chabit velah barich". Према традицији, овај обичај започет је у доба Езре.
Мидраш  примећује да Аравах (врба) представља обичан народ, ненаучен и коме недостају изузетна дела. Рабин Абрахам Исак Коок приметио је да ови једноставни људи имају свој допринос нацији; благословени су здравим разумом и неоптерећени софистицираним прорачунима. Необичан обичај тучења врбе по земљи симболизује да ти обични људи пружају „природну, здраву моћ која је део арсенала јеврејског народа. Не ударимо врбу. Ми ударити са врбе ".

### Молитве за Месију
Хошанот прати низ литургијских стихова који кулминирају са "Kol mevasser, mevasser ve-omer" (Глас Хералда [ Илије ] најављује и каже) - изражавајући наду у брз долазак Месије.

### Традиционална храна
У култури Ашкеназија традиционално се једе супа са кнедлама током оброка који се служи на дан Хошане рабаха.
Такође у заједницама које говоре јидиш, неки једу кувани купус на Хошана рабах. То је зато што хебрејска фраза „Kol Mevasser(קול מבשר)“ скандира тог дана, звучи, када се изговара у традиционалном изговору западних Ашкеназија, попут „kroyt mit vasser  (קרויט מיט וואסער)“, јидиш за „купус са водом“. 
Рабин Pinchas Shapiro из Коретза учио је да треба испећи јабуку у којој се налази грана Хошане како би се у наредној години сузбили болови у зубима.